# Gunstar Heroes
Gunstar Heroes (яп. ガンスターヒーローズ гансута: хи:ро:дзу) — видеоигра в жанре run'n'gun, с которой началась карьера её разработчика, фирмы Treasure; издана компанией Sega в 1993 году для игровой приставки Mega Drive/Genesis. Сюжет игры сосредоточен на паре героев, Ганстарах, пытающихся помешать злой империи восстановить четыре могущественных самоцвета. Персонажи могут стрелять из пушек и выполнять серию акробатических манёвров, чтобы сражаться с врагами на каждом уровне. В игре есть четыре вида оружия, которые можно комбинировать для создания разных типов выстрелов.
В 1991 году команда сотрудников Konami начала разработку Gunstar Heroes. Из-за нежелания компании одобрить их оригинальные игровые идеи в 1992 году команда покинула её и сформировала Treasure, чтобы довести свой проект до конца. Они намеревались разработать свою игру для Mega Drive из-за её мощного микропроцессора Motorola 68000. Сначала Sega отклонила их предложение, но дала согласие после того, как они несколько месяцев проработали над McDonald’s Treasure Land Adventure (1993). Treasure работали над обеими играми параллельно и в 1993 году первым делом выпустили в свет Gunstar Heroes.
Gunstar Heroes обрела успех у критиков: игру хвалили за неистовое действие и передовую графику. Она помогла Treasure утвердиться в отрасли и представила несколько дизайнерских решений, характерных для дальнейшей работы её создателей, вроде крупных боссов и неповторимого чувства юмора. Игра неоднократно переиздавалась, в частности, была портирована на Game Gear и Nintendo 3DS и получила продолжение на Game Boy Advance. В ретроспективах она считается одной из лучших экшн-игр 16-битной эпохи и одной из лучших видеоигр всех времён по мнению ряда обозревателей.

## Игровой процесс
Gunstar Heroes представляет собой игру жанра run'n'gun с боковой прокруткой, схожую с игровой серией Contra. В игру можно играть как в одиночку так и вдвоём. Игроки берут на себя роли Ганстаров Реда и Блю, борющихся со зловещей Империей за обладание мощными самоцветами. В игре представлено семь уровней, первые четыре из которых можно проходить в любом порядке. Форматы уровней варьируются; помимо типичного формата слева направо, игрок едет на рудной тележке вдоль стен, сражается с врагами на вертолёте или играет в настольную игру. Завершение уровня даёт игроку возмещение здоровья до максимума.
На старте игроки могут выбрать либо свободную, либо фиксированную позицию для стрельбы. У игроков есть выбор стартового оружия: выстрел с самонаведением, молниевый бластер, огнемёт и пулемёт. Каждое оружие имеет свои достоинства и недостатки, его можно заменять, подбирая предметы, выпадающие на каждом уровне. Оружие можно комбинировать для создания уникальных типов выстрелов. Например, выстрел с самонаведением можно объединить с пулемётом, чтобы добавить эффект самонаведения, или же два молниевых бластера можно объединить, чтобы создать более мощный молниемёт. Вдобавок к стрельбе из оружия, персонажи игроков могут выполнять ряд акробатических трюков, включая прыжки, скольжение, захваты и броски врагов.

## Сюжет
Сюжетная завязка игры в японском и американском руководствах к игре несколько различается. Согласно японской редакции, действие разворачивается на Земле будущего. Некая организация зла, чтобы уничтожить цивилизацию на планете Земля, создаёт всемогущее оружие — андроида-бога разрушения Голден-Сильвера, — используя Луну в качестве своей базы. Близнецы Ганстары — Ред, Блю, Грин и их сестра Йеллоу, — видя как Земля у них на глазах превращается в ад, исполнившись праведным гневом, бьются насмерть с адроидом-разрушителем. После тяжёлого боя они наконец одерживают победу над Голден-Сильвером. Чтобы андроид не был восстановлен, его корпус запечатывают на Луне, а источник его жизни — четыре самоцвета, — прячут в разных уголках Земли. Истощённые близнецы вынуждены впасть в летаргический сон в надежде, что на Земле вновь возродится цивилизация.
Проходит время, и на Земле появляется новая цивилизация. По земле ходит предание: «Воскреси бога, спящего на Луне, и самым праведным он укажет путь в утопию». Диктатор Грей, командующий движением, называющим себя «Империей», верит в это предание и желает претворить его в жизнь. Он посылает людей на Луну в боевом планетолёте «Ковчег», чтобы найти четыре самоцвета, которые должны будут воскресить бога разрушения. Между тем, руководитель экспедиции по подземной добыче, профессор Браун, обнаруживает несколько капсул, в которых покоятся близнецы Ганстары. Пробудившись, близнецы узнают о планах Империи возродить андроида. Их брат, Грин, доселе находившийся с ними, лишается своих прошлых воспоминаний, и находясь на стороне Империи, помогает возродить бога разрушения. «Мы не можем позволить повториться горю! Мы вернём самоцветы и не допустим восстановления Голден-Сильвера!» Слыша эти слова Ганстаров, профессор Браун решает оставить службу Империи и принимается помогать близнецам в их борьбе.
Согласно американской редакции, действие разворачивается в некоем будущем на девятой планете системы Ганстар (G-9). Многие поколения её защищает дом Ганстаров. В молодости Доктор Браун одержал победу над Голден-Сильвером, машиной, преодолевшей миллионы миль, чтобы высосать из планеты все ресурсы. Доктор Браун смог извлечь из неё четыре легендарных Мистических самоцвета, а самого робота заточить в одной из лун планеты.
Спустя годы над миром вновь нависает угроза. Полковник Ред, порочный диктатор, узнаёт, что братья Ганстары знают, где находятся самоцветы. Полковник похищает одного из братьев, старшего Грина и, чтобы подчинить его своей воле, испытывает на нём устройство управления сознанием. С помощью Грина Полковник Ред собирает все четыре самоцвета, подвергая мирных рабочих дроидов планеты смертельной угрозе, и теперь готовится отправиться на ту самую луну, чтобы возродить Голден-Сильвера. Оставшиеся двое братьев должны проделать путь через империю полковника Реда и добыть Самоцветы, иначе Голден-Сильвер снова восстанет и уничтожит мир.

## Разработка
В 1991 году несколько сотрудников Konami во главе с программистом Масато Маэгавой стали собираться в кофейне, планируя оригинальную игру. Они разрабатывали ранние концепции игры знакомого им жанра шутер. Свою идею они подали Konami, но им сказали, что игра продаваться не будет, и отклонили проект. Маэгава и его команда всё больше досадовали на зависимость отрасли от продолжений известных франшиз и консольных переработок аркадных игр для получения прибыли. Они чувствовали, что Konami, как крупная фирма, встроилась в эту модель, всё больше полагаясь на продолжения своих серий Castlevania и Teenage Mutant Ninja Turtles. Маэгава чувствовал, что у покупателей был запрос на оригинальную игру, почему в 1992 году он и его товарищи покинули Konami и основали Treasure, чтобы продолжить разработку своей оригинальной игры.
Treasure намеревались разработать свою игру для платформы Sega Mega Drive. Маэгава заинтересовался платформой из-за её микропроцессора Motorola 68000, программировать который, по его мнению, было легче, чем Super NES, и который был более мощным. Команда решила обратиться к Sega за издательским контрактом. Когда они впервые представили свои проектные документы в Sega, их не одобрили, поскольку у них не было проверенного послужного списка. Вместо этого Sega заключила контракт с Treasure на разработку McDonald’s Treasure Land Adventure (1993). Через несколько месяцев разработки им наконец дали добро на разработку оригинальной игры. Сначала они использовали рабочее название Lunatic Gunstar, считая, что слово lunatic как нельзя лучше описывает волнующую экнш-составляющую игры. В Sega of America считали, что слово имеет отрицательный оттенок, почему его отклонили. Команда также рассматривала Blade Gunner, в честь Blade Runner, но это также было отклонено из-за ограничений авторских прав. В итоге в Sega of America предложили слово heroes, так что Gunstar Heroes стало окончательным названием игры.
В Treasure работало около восемнадцати человек, большинство из которых были программистами из Konami. Сотрудники разделились пополам для параллельной работы над Gunstar Heroes и McDonald’s Treasure Land Adventure. Основная команда Gunstar Heroes состояла из шести человек: двоих программистов, двоих художников и двоих звукопрограммистов. Группа разработчиков (известных под псевдонимами) состояла из главного программиста Яймана (Мицуру Яида), программиста врагов и боссов Нами (Хидэюки Суганами), художников Хана (Тэцухико Кикути) и Иути (Хироси Иути), композитора Нона (Норио Хандзава) и программиста звуковых эффектов Мураты (Сатоси Мурата). Роли геймдизайнера в Treasure не было; весь дизайн игры и планирование велись всем вовлечённым коллективом. Команда ощутила в Sega свободы больше, чем в Konami. Маэгава получил добро на добавление логотипа Treasure при загрузке игры, что, по его мнению, было редкой возможностью для разработчиков в ту эпоху.
Разработка Gunstar Heroes длилась девять или десять месяцев. Это был первый опыт программирования на Mega Drive, после того, как коллектив перестал программировать для Super NES в Konami. Программисты Мицуру Яида и Хидэюки Суганами, ещё работая в Konami, программировали Contra III: The Alien Wars (1992) для Super NES. Команда чувствовала, что процессор Mega Drive был мощнее и благоприятнее для экспериментов, чем другие приставки. Они убеждались, что этот процессор лучше всего подходит для экшн-игр и сложных графических эффектов, которые они намеревались создать. Команда экспериментировала с дизайном, не пытаясь при этом подтолкнуть аппаратное обеспечение, и реализовала тяжёлые визуальные эффекты. Часть этих опытов проводили над возможностью вращения и масштабирования спрайтов системы, создающих иллюзию глубины. Однако у Mega Drive были свои ограничения: она могла одновременно отображать на экране только 64 цвета. Чтобы возместить это, команда приложила дополнительные усилия к раскраске. Ранние фона были нарисованы с использованием 16-цветовой палитры, но, поскольку они выглядели пустынными, в конечном итоге были использованы две палитры с 32 цветами. Команда также прибегала к программистским уловкам, чтобы заставить пейзаж выглядеть так, как будто присутствовало три-четыре слоя, хотя Mega Drive поддерживал только два.
Команда разрабатывала Gunstar Heroes с концепцией «всё сойдёт», реализовав в финальной версии игры многие амбициозные идеи. Одной из таких идей была механика комбинации оружия, задуманная на ранних этапах планирования. Разработчики экспериментировали с атрибутами оружия до конца разработки и проработали игру так, чтобы игроки продолжали открывать новое оружие и разрабатывать новые способы прохождения уровней. Процессор также позволял создавать сочленённых многослойных врагов, вроде босса Seven Force, запрограммированного Нами вместе со всеми остальными боссами. Поскольку перемещение по большим спрайтам было затруднено из-за ограниченного объёма видеопамяти, Seven Force был создан путём объединения кругов и квадратов в один большой персонаж. Маэгава утверждал, что игра никогда не работала бы на Super NES, так как анимация босса требовала увеличения вычислительной мощности. Стандартные персонажи-враги, разработанные Ханом, были нарисованы на экране путём комбинирования верхнего и нижнего спрайта, что позволило использовать больше шаблонов анимации с меньшим использованием памяти. Хан вдохновлялся игрой Mazin Saga: Mutant Fighter (1993) для программирования врагов вручную, а не с помощью математических алгоритмов. Игра занимала 16 мегабит, но была сжата до 8.

## Выпуск
Хотя McDonald's Treasure Land Adventure была завершена первой, Treasure решили первым делом выпустить Gunstar Heroes, желая, чтобы их дебют ознаменовался оригинальной игрой. Она была почти отклонена для издания в Sega of America и одобрена только Маком Сенером, последним продюсером в очереди на просмотр, после того, как двенадцать других её отклонили. Сенер полагал, что причиной отклонения были маленькие спрайты персонажей игры, которые контрастировали с более популярными в то время крупными спрайтами. Сенер попросил Treasure изменить одного персонажа-босса, поскольку он был слишком похож на Адольфа Гитлера.
Gunstar Heroes вышла в Японии 10 сентября 1993 года и в том же месяце вышла на Западе. Sega недооценила спрос на игру в Японии, где начальный её тираж составил 10 000 экземпляров. Sega of America также заказала небольшой тираж, так как там не были уверены в играх Sega из Японии. Игру сильно не продвигали и рекламировали из уст в уста.  Игра особенно понравилась журналу GameFan, напечатавшему первое англоязычное интервью с Маэгавой. Она была выпущена общим тиражом около 70 000 экземпляров в Японии и 20 000 экземпляров в других странах. Также была выпущена аркадная версия для автомата Sega Mega-Play.

### Версии и переиздания
Версия на Game Gear была разработана компанией M2. После впечатления портом Gauntlet на Mega Drive, в Sega спросили у M2, хотят ли они создать игру на Game Gear. M2 хотели портировать The Cliffhanger: Edward Randy, но в конечном итоге они принялись за Gunstar Heroes. Так как версия на Mega Drive раздвинула аппаратные ограничения консоли, портирование игры на Game Gear оказалось сложной задачей. Портированная версия претерпела некоторые изменения: убрали Dice Palace, а сама игра работала с более низкой частотой кадров. 24 марта 1995 года эта версия вышла в свет.
В 2006 году Sega выпустила в Японии Gunstar Heroes Treasure Box, сборник игр Treasure для PlayStation 2, часть серии Sega Ages 2500. В сборник вошли Gunstar Heroes, Dynamite Headdy (1994) и Alien Soldier (1995). Игры запускаются через эмулятор и включают параметры отображения фильтров и разрешений. В сборник были включены японская и международная версии каждой игры, наряду с версиями Gunstar Heroes и Dynamite Headdy на Game Gear, а также прототипом Gunstar Heroes на Mega Drive. Галерея включает в себя сканы оригинальных руководств, концептуальных иллюстраций и проектных документов. Этот сборник был выпущен в 2010 году в цифровом формате в магазине PlayStation Store.
В 2015 году игра была портирована фирмой M2 на Nintendo 3DS в составе линейки 3D Classics.  Gunstar Heroes поначалу не предполагалось портировать для этой серии, поскольку преобразование фонов игры в многослойный 3D-эффект считалось невозможным, но со временем эти затруднения были преодолены. Помимо поддержки стереоскопического 3D, в игре представлены два новых игровых режима. Режим Gunslinger запускает игрока с полным арсеналом оружия любого типа и позволяет менять стойку выстрела в любое время, а режим Mega Life запускает игрока с удвоеной шкалой здоровья. Игра также поддерживает  локальную кооперативную игру и включает в себя как японскую, так и международную версии.
Gunstar Heroes также была выпущена для игровых консолей Xbox 360, PlayStation 3, стала доступна на Wii благодаря Virtual Console, а также появилась на Windows, Linux, macOS, PlayStation 4, Xbox One и Nintendo Switch в составе сборника Sega Mega Drive and Genesis Classics. В 2017 году была выпущена версия Sega Forever для мобильных устройств.

## Отзывы и критика
| Сводный рейтинг    | Сводный рейтинг                         |
| Агрегатор          | Оценка                                  |
| ------------------ | --------------------------------------- |
| GameRankings       | 87,60 %                                 |
| Metacritic         | 79/100 (X360) 71/100 (PS3) 62/100 (iOS) |
| Иноязычные издания |                                         |
| Издание            | Оценка                                  |
| AllGame            | [ 35 ]                                  |
| CVG                | 92 %                                    |
| Edge               | 6/10                                    |
| EGM                | 9/10                                    |
| Famitsu            | 29/40                                   |
| GamePro            | 18/20                                   |
| Mean Machines Sega | 93 %                                    |
| Sega Force         | 94 %                                    |
| Sega Magazine      | 94 %                                    |

Gunstar Heroes снискала большее признание от критиков и игровых изданий, чем ожидали в Treasure. Electronic Gaming Monthly назвал её «игрой месяца»; игра заняла первое место в читательском рейтинге Beep! Mega Drive в Японии. GameFan поместил её в рубрику «Игра года», назвав её новым эталоном для экшн-игр. Mean Machines Sega написала, что Gunstar Heroes устанавливала новый стандарт для экшн-игр на Mega Drive, называя её «потрясающей вещью как по внешнему виду, так и по предлагаемому ею игровому процессу». С этим согласился Electronic Gaming Monthly: один из рецензентов журнала назвал игру «одной из самых впечатляющих, которые он только видел среди домашних видеоигр». И Sega Magazine, и Sega Force сочли игру обязательной к покупке для обладателей Mega Drive.
Игра выделялась рецензентами различных изданий за стремительную и неистовую экшн-составляющую. Electronic Gaming Monthly назвал её «одной из самых впечатляющих игр на данный момент,.. непрекращающийся накал страстей от начала до конца». С этим согласилась Mean Machines Sega, отметив разнообразие в дизайне уровней и «неистовую, густую неразбериху от взрывов». Sega Force полагал, что разнообразие игры не даёт ей скатиться в монотонность, и дало новый толчок жанру платформера как таковому. С этим согласились Computer and Video Games, отмечая, что варианты настройки игрового процесса сохраняли его занятность и оригинальность. Некоторые критики хвалили акробатику и манёвры персонажей игроков за дополнительную волнительность. GamePro назвал Gunstar Heroes «хаосом в картридже» с «убойным действием, превосходным управлением и оригинальным игровым дизайном». Высокую оценку получил режим игры для двух игроков, хотя кое-кто счёл, что на экране слишком много неразберихи, чтобы различить персонажей игроков.
Ряд критиков отметили графику игры, в частности GamePro назвал её «покушением на ваши ощущения». Mean Machines Sega сочла, что вращающиеся и масштабируемые спрайты затмевают возможности Super NES. Sega Magazine также понравилось масштабирование спрайтов, и критик журнала подчеркнул важность его использования для босса Seven Force. Так и другие критики полагали, что боссы были хорошо анимированы и проработаны, кое же кто расширял свои отзывы и на анимацию персонажей игроков. Computer and Video Games высоко оценили графические эффекты взрывов, другие же критики похвалили звуковые эффекты, которые сочетались с графическими, улучшая атмосферу игры. Рецензент Electronic Gaming Monthly назвал игру «одной из самых красивых когда-либо мною виденных».
Версию для Game Gear критики оценили как отличную 8-битную переработку. GameFan счёл, что она была графически весьма продвинута для Game Gear. С этим согласилась Mean Machines Sega, полагавшая, что, несмотря на большие системные ограничения, графика осталась верна 16-битному оригиналу. Версия для 3DS была высоко оценена за добавленные опции и улучшения, а USgamer и Nintendo World Report назвали её лучшей версией игры. Мобильная версия была подвергнута критике за трудность её прохождения с сенсорным управлением.

### Влияние
Ряд изданий назвали Gunstar Heroes одной из лучших когда-либо созданных игр. Критики назвали её «классикой» 16-битной эпохи, в частности IGN, писавший, что её темп и скорость были «почти непревзойдёнными» на то время. Другие назвали её одной из лучших игр на Mega Drive. USgamer писал, что её хаотичный и дерзкий нрав сделал её «типичной сеговской игрой классической эпохи» в отличие от более робких предложений от Nintendo. Nintendo World Report назвал её «невероятным достижением» для Mega Drive «как творческим, так и техническим». TouchArcade и GameSpy сочли её одним из лучших когда-либо созданных сайд-скроллеров. Videogames INSIDE писал, что для своего времени Gunstar Heroes была «изумительно хороша»; критик отметил её «более, чем увлекательный» сюжет, ярко выраженный аниме-стиль изображения персонажей, грамоничный игровой процесс и «великолепное» при технических слабостях платформы озвучивание игры.
Будучи дебютной игрой Treasure, Gunstar Heroes поспособствовала становлению репутации компании в своей отрасли. Retro Gamer писал, что игра «раскрыла великолепие платформенных 2D-шутеров». Разработчики в то время черпали от неё вдохновение для таких игр, как Vectorman (1995) и Shinobi III (1993). Treasure также начали собирать вокруг себя преданных фанатов хардкора, которые, по мнению USgamer, нашлись благодаря «чувству целостности работы Treasure, которую не часто можно увидеть в играх той эпохи». 1UP.com пишет, что между Gunstar Heroes и их другими играми на Mega Drive Treasure заслужили репутацию «мастера хардкорных экшн-игр». Многие из решений, использованных Treasure в Gunstar Heroes, вновь брались на вооружение и становились характерными для более поздних работ фирмы. Эти элементы включают в себя необыкновенное чувство юмора, креативность, и «склонность к совершенно абсурдным уровням действия». В 2005 году было выпущено продолжение для Game Boy Advance, Gunstar Super Heroes.